# Josep Maria Quadrado

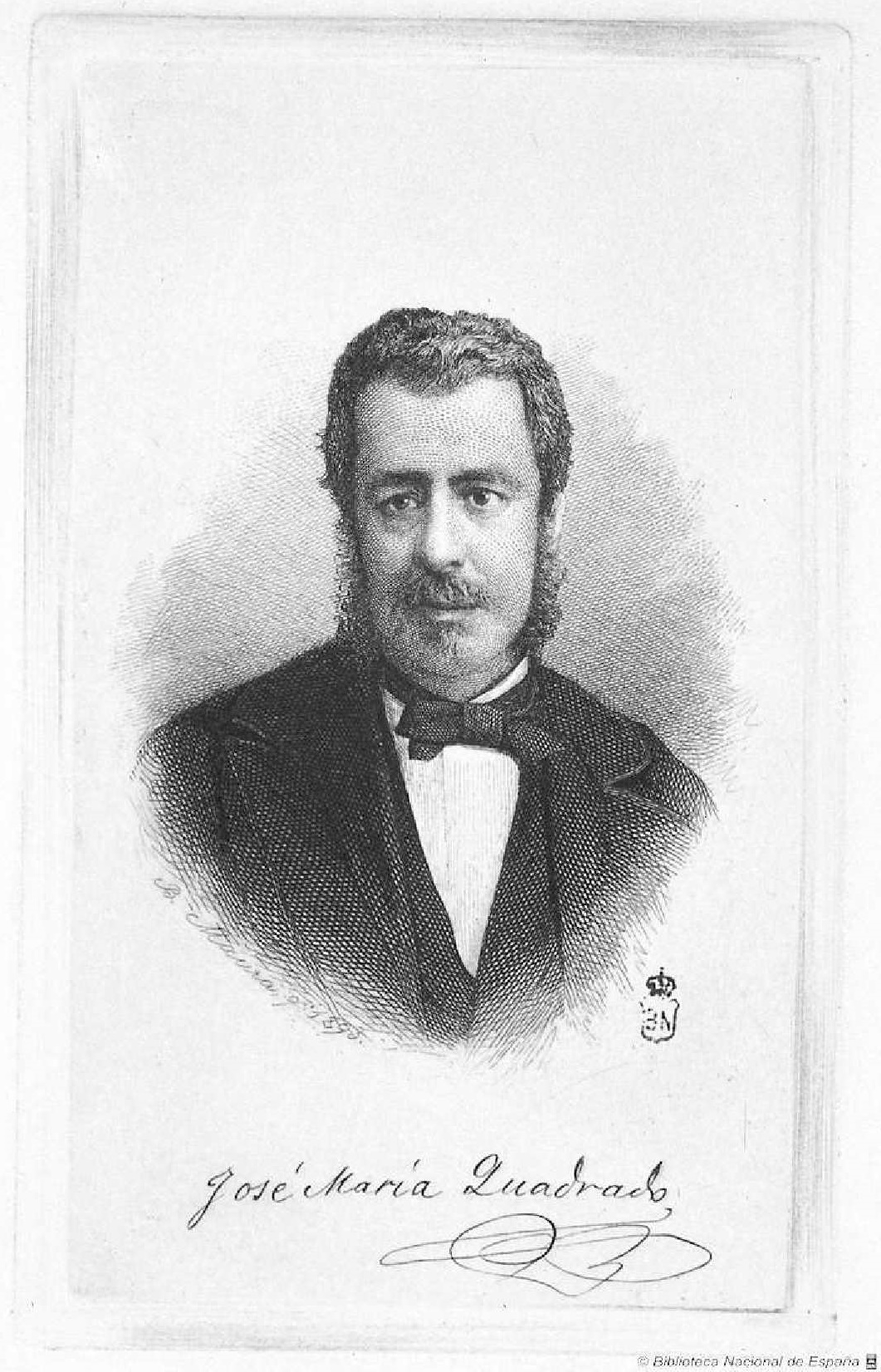
Josep Maria Quadrado (1893)

Josep Maria Quadrado i Nieto (* 14. Juni 1819 in Ciutadella, Menorca; † 6. Juli 1896 in Palma, Mallorca) war ein spanischer Historiker, Schriftsteller und Publizist und ein bedeutender Kritiker der katalanischen Literatur sowie Mitglied der Kommission für historische und künstlerische Sehenswürdigkeiten der Balearen (Comissió de Monuments Històrics i Artístics de les Balears).

## Leben

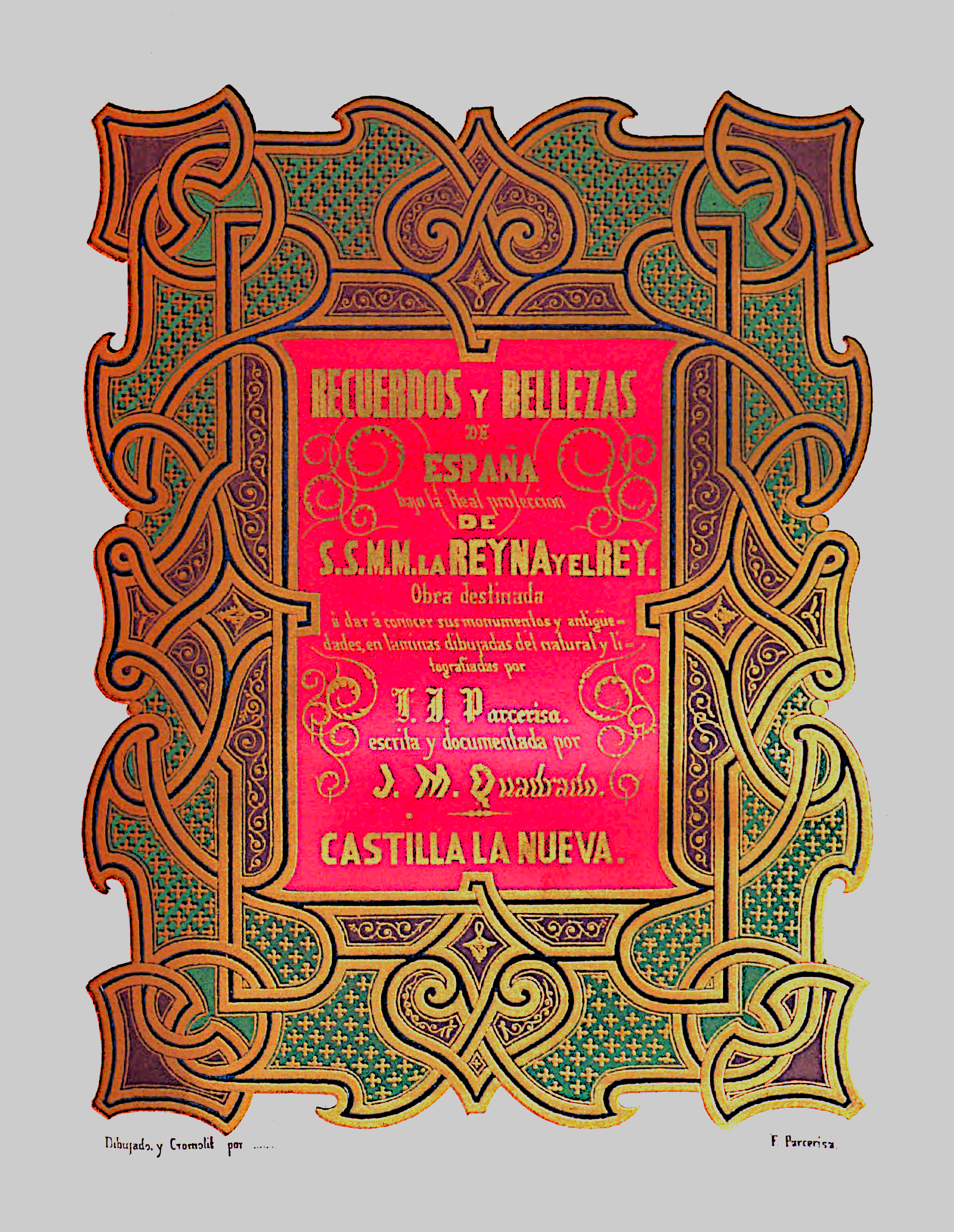
Cover von Recuerdos y bellezas de España. Castilla La Nueva (1853).

Kurz nach seiner Geburt zog seine Familie nach Palma de Mallorca um, wo er bis zum 14. Lebensjahr die Jesuitenschule collegi de Montision dels jesuïtes besuchte. Schon während seiner Schulzeit schrieb er Gedichte, Theaterstücke und veröffentlichte Artikel in der spanischen Presse.
1839 erschienen sechs Bände seiner ersten Arbeiten. 1840 gründete er die Zeitschrift La Palma, Setmanari d’història i literatura zusammen mit Tomàs Aguiló i Forteza, und Antonio Montis. 1841 war er auch an weiteren Zeitschriften wie Museo Balear, Bolletí de la Societat Arqueològica Lulliana als Redakteur beteiligt.
Im Jahre 1842 zog er nach Madrid und schrieb dort Publikationen an der Theologischen Hochschule. Ende 1845 kehrte er nach Mallorca zurück, wo er zum Archivar des historischen Archivs von Mallorca (l’Arxiu Històric de Mallorca) bestellt wurde. Das Amt hatte bis Ende 1895 inne.
Er beteiligte sich aktiv an der Kampagne zu Gunsten der religiösen Einheit im Jahre 1855 und schrieb für die Tageszeitung Diario de Palma Artikel zu diesem Thema. 1868 trat er insbesondere für die Freiheit der Religionsausübung ein, organisierte von 1870 bis 1872 eine der größten Unterschriftensammlungen auf den Balearen, die unter dem Namen „Die katholische Einheit“ bekannt wurde.
1871 übersetzte er zahlreiche Werke von Gai Saber für den bürgerlichen Dichterkreis Consistori de la Gaya Ciencia in Katalonien.

## Werke
- 1844 Dos palabras sobre el título La fe · Fe religiosa · Fe política · Fe literaria